# El Agustino (distrito)
O distrito de El Agustino é um dos quarenta e três distritos que formam a Província de Lima, pertencente a Região Lima, na zona central do Peru.
Prefeito: Victor Salcedo Ríos (APP)
(2019-2021)

## Transporte
O distrito de El Agustino é servido pela seguinte rodovia:
- PE-1S, que liga o distrito de Lima (Província de Lima à cidade de Tacna (Região de Tacna - Posto La Concordia (Fronteira Chile-Peru) - e a rodovia chilena Ruta CH-5 (Rodovia Pan-Americana)[1][2][3]

Também é servido pelo Metrô de Lima (estação El Ángel)